# Bjurseleklöver
Bjurseleklöver är en mycket härdig och uthållig sorts rödklöver med utmärkt övervintringsförmåga för fleråriga vallar i inre och norra Norrland.
Klövern har fått sitt namn från byn Bjursele i Norsjö kommun, Västerbotten, där sorten har sitt ursprung. Bjurselestammen antas ha tillkommit runt förra sekelskiftet. Enligt vad gamla jordbrukare berättat är denna stam sannolikt av norskt ursprung. En klöverfröodlare i Bjursele uppger  att hans farfar hade samlat in frö av vildväxande rödklöverplantor och sedan uppförökat dessa. Denna uppförökning fortsattes av sonen och därefter av sonsonen. Ingen av dem gjorde något inköp av rödklöverutsäde utan höll sig till sin hemmaproducerade rödklöver, som blivit alltmer känd under namnet Bjurseleklöver. 
Ovanstående uppgifterna om Bjurseleklöverns ursprung kan båda vara riktiga. Inköp av vallutsäde till Norrlands inland från Norge har förekommit långt tillbaka. Härdiga lokalstammar av rödklöver har också länge funnits i Tröndelag, 63:e-65:e breddgraden. 